# Vincent Logan
Vincent Paul Logan (* 30. Juni 1941 in Bathgate, Schottland; † 14. Januar 2021 in Monifieth bei Dundee, Schottland) war ein britischer Geistlicher und römisch-katholischer Bischof von Dunkeld.

## Leben
Vincent Logan empfing am 14. März 1964 in Edinburgh das Sakrament der Priesterweihe für das Erzbistum Saint Andrews und Edinburgh. Er studierte Philosophie und Theologie an der St. Mary’s Academy in Bathgate, St. Mary’s College des Blairs College, Aberdeen und St. Andrew’s College, Drygrange. Von 1966 bis 1967 absolvierte er ein Studium in Religionspädagogik am Corpus Christi College der University of Cambridge.
Am 26. Januar 1981 ernannte ihn Papst Johannes Paul II. zum Bischof von Dunkeld. Der Erzbischof von Saint Andrews und Edinburgh, Gordon Kardinal Gray, spendete ihm am 26. Februar desselben Jahres die Bischofsweihe; Mitkonsekratoren waren der emeritierte Bischof von Dunkeld, William Andrew Hart, und der Erzbischof von Glasgow, Thomas Joseph Winning. 
Am 30. Juni 2012 nahm Papst Benedikt XVI. das von Vincent Logan aus Krankheitsgründen vorgebrachte Rücktrittsgesuch an. Er starb im 80. Lebensjahr am 14. Januar 2021 auf Grund einer SARS-CoV-2-Infektion im St. Mary’s Care Home in Monifieth.